# Maurício nos Jogos Olímpicos de Verão de 1984
As ilhas Maurício (português brasileiro) ou Maurícia (português europeu) competiram nos Jogos Olímpicos pela primeira vez nos Jogos Olímpicos de Verão de 1984, em Los Angeles, Estados Unidos.

## Resultados por Evento

### Atletismo
100m masculino
- Daniel André
  - Eliminatória — 11.19 (→ não avançou)

200m masculino
- Daniel André
  - Eliminatória — 22.16 (→ não avançou)

400m masculino
- Daniel André
  - Eliminatória — 49.09 (→ não avançou)

Decatlo
- Vivian Coralie
  - Resultado final — 6084 pontos (→ 25º lugar)

Lançamento de disco masculino
- Dominique Bechard
  - Classificatória — 41.10 (→ não avançou, 18º lugar)

Lançamento de martelo masculino
- Dominique Bechard
  - Classificatória — sem marca (→ não avançou, sem classificação)

Lançamento de disco feminino
- Christine Bechard
  - Classificatória — 37.94m (→ não avançou, 17º lugar)